# ساوت وینگفیلد
ساوت وینگفیلد (به انگلیسی: South Wingfield) یک روستا و محله مدنی در بریتانیا است که در دره امبر واقع شده‌است. ساوت وینگفیلد ۱٬۵۱۴ نفر جمعیت دارد.